# Zancleum
| ❮ | System      | Serie   | Stufe        | ≈ Alter (mya) |
| ❮ | später      | später  | später       | jünger        |
| - | ----------- | ------- | ------------ | ------------- |
| ❮ | N e o g e n | Pliozän | Piacenzium   | 2,588 ⬍ 3,6   |
| ❮ | N e o g e n | Pliozän | Zancleum     | 3,6 ⬍ 5,333   |
| ❮ | N e o g e n | Miozän  | Messinium    | 5,333 ⬍ 7,246 |
| ❮ | N e o g e n | Miozän  | Tortonium    | 7,246 ⬍ 11,62 |
| ❮ | N e o g e n | Miozän  | Serravallium | 11,62 ⬍ 13,82 |
| ❮ | N e o g e n | Miozän  | Langhium     | 13,82 ⬍ 15,97 |
| ❮ | N e o g e n | Miozän  | Burdigalium  | 15,97 ⬍ 20,44 |
| ❮ | N e o g e n | Miozän  | Aquitanium   | 20,44 ⬍ 23,03 |
| ❮ | früher      | früher  | früher       | älter         |

Das Zancleum ist in der Erdgeschichte die untere chronostratigraphische Stufe des Pliozäns (Neogen). Es wird daher auch als Unterpliozän (bzw. Unteres Pliozän) bezeichnet. Es begann (geochronologisch) vor ungefähr 5,333 und endete vor etwa 3,6 Millionen Jahren und dauerte somit ca. 1,7 Millionen Jahre. Es folgte dem Messinium, der obersten Stufe des Miozäns, und wurde vom Piacenzium abgelöst.
Am Beginn des Zancleums wurde die Verbindung zwischen Atlantik und Mittelmeer geöffnet, das Mittelmeerbecken geflutet und so die Messinische Salinitätskrise beendet.

## Namensgebung und Geschichte
Die Zancleum-Stufe ist nach dem vorrömischen Namen von Messina (Sizilien), Zankle, benannt. Der Name und die Stufe wurde von Giuseppe Seguenza im Jahre 1868 vorgeschlagen.

## Definition und GSSP
Als Basis der Stufe wurde der Top der magnetischen Polaritäts-Chronozone C3r (rund 100.000 Jahre vor der Thvera normal-polaren Subchronozone C3n.4n) definiert. Außerdem liegt die Grenze nahe dem Aussterbehorizont der kalkigen Nannoplankton-Art Triquetrorhabdulus rugosus (= Basis der CN10b-Zone) und dem Erstauftreten der kalkigen Nannoplankton-Art Ceratolithus acutus. Die obere Grenze wurde mit der Basis der magnetischen Polaritäts-Chronozone C2An (Gauß-Chronozone) und dem Aussterben der planktonischen Foraminiferen-Arten Globorotalia margaritae und Pulleniatina primalis festgelegt. Der „Global Stratotype Section and Point“ (GSSP entspricht etwa einem Typprofil) liegt in der Nähe der antiken Stadt Herakleia Minoa (Sizilien, Italien).